# P/S
P/S là một nhãn hiệu sản phẩm chăm sóc răng miệng nổi tiếng nhất tại Việt Nam. Nhãn hàng kem đánh răng P/S hiện thuộc sở hữu của tập đoàn Unilever.

## Lịch sử
P/S vốn là nhãn hiệu kem đánh răng có từ năm 1975 của Công ty cổ phần P/S. Công ty P/S do hai hãng kem đánh răng nổi tiếng ở miền nam Việt Nam là hãng Hynos và Kolperlon sáp nhập lại, với đơn vị trực thuộc là Xí nghiệp sản xuất kem đánh răng Phong Lan. Năm 1980, Xí nghiệp kem đánh răng Phong Lan lại sáp nhập với các xí nghiệp khác như bột giặt Tico, Xí nghiệp Mỹ Phẩm 2, xà bông Đông Hưng để trở thành Xí nghiệp Liên hiệp Hóa Mỹ Phẩm, trực thuộc Sở Công nghiệp Thành phố Hồ Chí Minh. Năm 1990, Xí nghiệp Liên hiệp Hóa Mỹ Phẩm lại giải thể, các xí nghiệp trực thuộc trở thành công ty độc lập thuộc Sở Công nghiệp thành phố Hồ Chí Minh. Xí nghiệp kem đánh răng Phong Lan đổi tên thành Công ty Hóa phẩm P/S. Lúc bấy giờ, P/S là một trong những nhãn hiệu nổi tiếng, chiếm phần lớn thị phần kem đánh răng tại Việt Nam.
Năm 1997, khi công ty đa quốc gia Unilever đến đầu tư ở Việt Nam, họ đề nghị Công ty Hóa phẩm P/S chuyển nhượng quyền sở hữu nhãn hiệu kem đánh răng P/S cho họ, qua phương án thành lập một công ty liên doanh tên là Elida P/S (gồm Unilever và P/S). Theo đó, phía P/S sẽ được hưởng lợi từ nguồn thu có được thông qua việc quản lý, khai thác và bán sản phẩm.
Thời gian đầu, kem đánh răng P/S có điểm đặc trưng là được đóng gói bằng vỏ ống nhôm, về sau, phía Unilever yêu cầu chuyển sang vỏ ống nhựa để in ấn được thẩm mỹ. Vì nguồn vốn không đủ để mua dây chuyền sản xuất mới (bao nhựa) nên Công ty Hóa phẩm P/S đã đồng ý từ bỏ chức năng sản xuất kem đánh răng của mình để chuyển quy trình sản xuất và nhãn hiệu P/S cho Tập đoàn Unilever với giá 14 triệu Đô la Mỹ, Công ty Hóa phẩm P/S chỉ còn có vai trò sản xuất vỏ hộp kem đánh răng cho liên doanh. Thời gian sau, Unilever đã chọn một công ty của Indonesia để sản xuất ống nhựa cho kem đánh răng P/S nên Công ty Hóa phẩm P/S mất luôn cơ hội sản xuất và gia công vỏ hộp, họ bị đẩy bật khỏi liên doanh.
Đến nay, Unilever gần như đã quản lý nhãn hiệu P/S và họ đã thành công khi cho ra đời các sản phẩm P/S độc đáo, phong phú và những chương trình tạo hiệu ứng xã hội.